# Кім Торра
Кім Торра (кат. Joaquim Torra i Pla; нар. 28 грудня 1962 (62 роки) , Бланес ) — каталонський політик, правник, письменник, журналіст та видавець, прихильник незалежності Каталонії. Колишній очільник уряду Каталонії. Член постійної ради Каталонській національної асамблеї (з 2012).

## Життєпис
Кім Торра народився 28 грудня 1962 року в місті Бланес у провінції Жирона, Каталонія. Батько та мати Кіма Торри походить із муніципалітету Селба міста Санта-Колома-де-Фарнерс. Сім'я переїхала до міста Бланес, де батько Кіма Торри працював інженером-хіміком у компанії «SAFA». Згодом сім'я переїхала до Барселони, де батько Кіма Торри отримав нову посаду в «SAFA». У Барселоні Кім Торра закінчив школу «Сан Іґнасіо де Саррія».

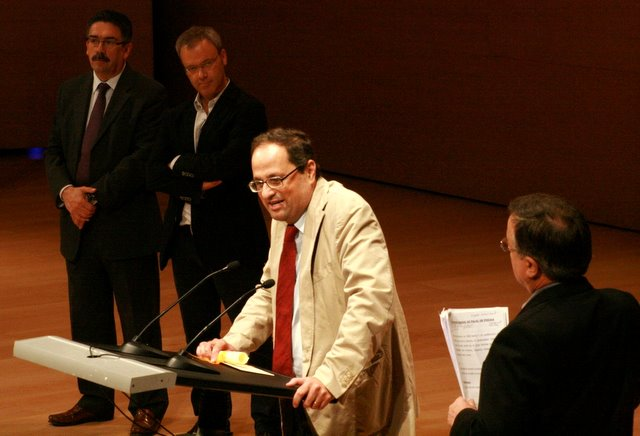
Нагородження «Премією Карлеса Рагола» (2009)

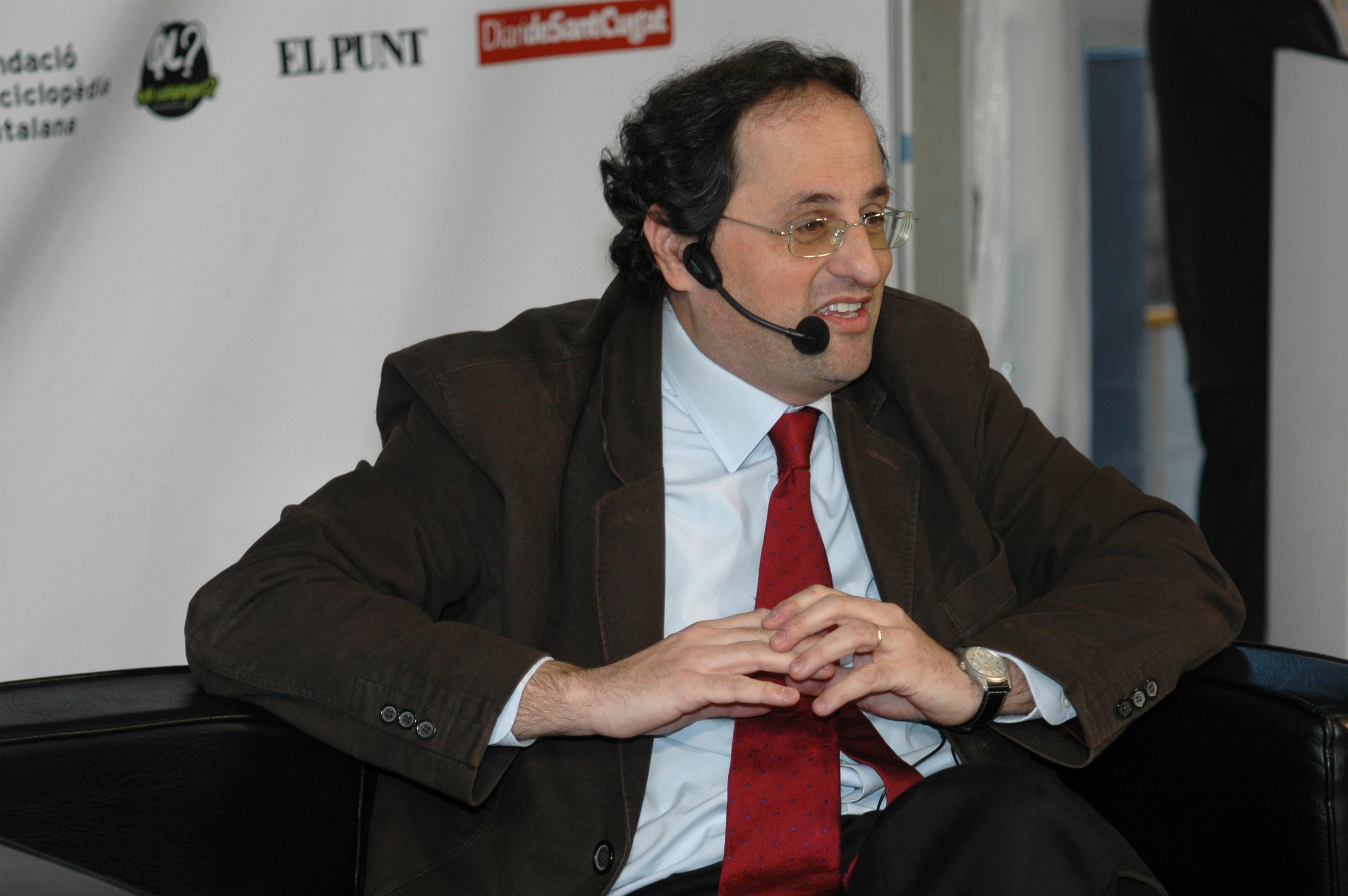
Кім Торра. 2009

1985 року закінчив Барселонський автономний університет (Universitat Autònoma de Barcelona), де отримав ступінь в області права.
Після закінчення навчання працював правником в Управлінні адвокатури Барселони, адвокатом у компанії «Winterthur» (1987—2007).
У 2008 році Кім Торра заснував видавництво «A Contra Vent».
Був президентом асоціації «Суверенітет та справедливість» (Sobirania i Justícia) у 2010—2011 роках.
Кім Торра очолював у 2011—2015 роках муніципальну компанію «Foment de Ciutat Vella». У часи його керівництва був створений барселонський «Культурний центр Борн», який Кім Торра очолював у 2012—2015 роках.
Був членом ради директорів громадської організації «Omnium Cultural». У 2013—2015 роках Кім Торра був віце-президентом, а у 2015 році — тимчасовим президентом «Omnium Cultural».
Кім Торра з 2015 року є директором часопису «Revista de Catalunya».
З 2016 року Кім Торра є радником ради директорів Меморіального музею вигнання (MUME).
У 2016—2017 роках очолював Центр сучасних предметних досліджень.
З 2015 до 2017 року Кім Торра був членом Ради музеїв Каталонії.
На виборах до парламенту Каталонії, у грудні 2017 року, Кім Торра був обраний депутатом від коаліції «Разом за Каталонію», яку очолював Карлес Пучдемон.
10 травня 2018 року Карлес Пучдемон, який перебуває в Німеччині, відмовився від претензій на посаду очільника уряду Женералітату Каталонії, та запропонував кандидатуру Кіма Торри. 12 травня відбулось перше голосування за призначення Торри, але його кандидатуру підтримали 66 депутатів, що на два мандати менше за необхідну абсолютну більшість.
14 травня 2018 року парламент Каталонії, 66 депутатів — «за», 65 — «проти», 4 — «утрималися», затвердив у другому турі голосування Кіма Торре Президентом Каталонії. Після свого обрання Кім Торра сказав: 
| Наостанок хочу подякувати каталонському народу словами, які багато значать для мене протягом усієї кар'єри: хай живе вільна Каталонія[14]. |
З моменту запровадження урядом Іспанії 155 статті Конституції, яка суттєво обмежила автономію та ввела пряме управління Каталонією з Мадриду, пройшло 199 днів. Тепер найперше завдання Торри — відновити діяльність каталонських інститутів, діяльність яких була зупинена чи перервана через запровадження прямого керування. Кім Торра — прихильник незалежності Каталонії і повторював у своїх передвиборчих зверненнях до парламенту, що хоче виконати «мандат 1 жовтня» та «реалізувати республіку для всіх з рівними правами».
У жовтні 2019 Кім заявив про необхідність провести новий референдум щодо незалежності Каталонії.
3 січня 2020 виборча рада Іспанії усунула Торру зі складу парламенту Каталонії. Перед цим він відмовився прибрати сепаратистську символіку з громадських будівель, за що отримав заборону обіймати державні посади протягом 18 місяців.
16 березня виявилось, що Кім здав заразився коронавірусом Covid-19 під час пандемії, після цього він опинився у самоізоляції.

## Доробок
- Ganivetades suïsses. Viatge (d'anada i tornada) al cor del management i del capitalisme salvatge (Símbol, 2007) ISBN 9788495987549
- Periodisme? Permetin! La vida i els articles d'Eugeni Xammar, biografia de l'il·lustre ametllatà Eugeni Xammar. (Símbol, 2008) ISBN 978-84-95987-63-1
- El Bibliobús de la Llibertat (Símbol, 2008), amb Miquel Joseph i Mayol i Jaume Ciurana. ISBN 978-84-95987-61-7
- Manuel Fontdevila: el periodisme perdut d'un homenot excepcional, Ponències. Anuari del Centre d'Estudis de Granollers, p. 55-72 (2009)
- Viatge involuntari a la Catalunya impossible; tres periodistes oblidats i l'espectre d'Eugeni Xammar (Proa, 2010) ISBN 978-84-8256-917-8
- Honorables. Cartes a la pàtria perduda (A Contra Vent, 2011). ISBN 978-84-938897-1-5
- Un bohemi al cabaret del món. Vida de Manuel Fontdevila, un senyor de Granollers (A Contravent, 2013) ISBN 978-84-15720-11-9
- Els últims 100 metres: el full de ruta per guanyar la República Catalana (Angle Editorial, 2016) ISBN 978-84-16139-99-6
- Muriel Casals i la revolució dels somriures (Pòrtic, 2016) ISBN 978-84-9809-377-3